# BBC Radio 2
BBC Radio 2 – najpopularniejsza stacja radiowa w Wielkiej Brytanii, należąca do nadawcy publicznego - BBC. Powstała w 1967 roku, w wyniku podziału dotychczasowej stacji BBC Light Programme. Radio 2 jest najsłabiej sformatowaną spośród rozgłośni BBC - w zasadzie jej podstawową grupę odbiorców mają stanowić ludzie w średnim wieku słuchający głównie popu, ale w ramówce jest obecnych także szereg innych gatunków, jak jazz, muzyka poważna i sakralna.
Od 2005 roku oficjalną siedzibą stacji jest gmach Western House w Londynie, jednak część audycji nadawana jest ze studiów należących do regionalnych ośrodków BBC, przede wszystkim w Birmingham i Manchesterze. W Wielkiej Brytanii stacji można słuchać w analogowym i cyfrowym przekazie naziemnym, a także drogą satelitarną. Na całym świecie dostępna jest przez Internet.

## Logo

Dawne logo BBC Radio 2

Logo BBC Radio 2 zmieniło się pięciokrotnie. Pierwsze logo BBC Radio 2 przypominało czarny napis "RADIO 2" i było używane od 1967 do 1970. Od 1970 do 1978 stosowany był czarny prostokąt z białymi literami BBC, a pod nim napis "Radio". Na prawo od nich znajduje się duża cyfra 2. Od 1978 do 1990 logo była duża zielona cyfra 2 ze złotym obrzeżem, na nim zielony napis "RADIO 2". Od 1990 do 1994: biała cyfra 2 na zielonym kwadracie, nad nim logo BBC i napis "RADIO", pod kwadratem napis "TWO". W 1994 usunięto napis "TWO" (takie logo istniało do 1997). Od 1997 do 2000 stosowano prostokąt z nowym logo BBC i napisem "RADIO 2". Od 2000 do 2007 - ciemnoniebieski prostokąt z logiem BBC, a nad nim napis "RADIO". Na wschód od nich znajdowała się pomarańczowa cienka cyfra 2 położona na białej cyfrze 2. Obecne logo BBC Radio 2 (stosowane od 2007 roku) przypomina czarne logo BBC, pod nim napis "RADIO". Na wschód od nich znajduje się pomarańczowe koło z białą cyfrą 2 w środku.
W ramach korporacyjnego rebrandingu BBC, BBC Radio 2 otrzymało w 2022 roku nowe logo wykorzystujące czcionkę BBC Reith.